# David Výborný
David Výborný (ur. 22 stycznia 1975 w Igławie) – czeski hokeista, reprezentant Czech, olimpijczyk.
Jego ojciec František Výborný (ur. 1953) także był hokeistą i został trenerem hokejowym w klubie BK Mladá Boleslav.

## Kariera klubowa
- Sparta Praga (1990-1994)
- Cape Breton Oilers (1994-1995)
- Sparta Praga (1995-1997)
- MODO (1997-1998)
- Sparta Praga (1998-2000)
- Columbus Blue Jackets (2000-2004)
- Sparta Praga (2004-2005)
- Columbus Blue Jackets (2005-2008)
- Sparta Praga (2008-2011)
- BK Mladá Boleslav (2011-2016)

Wychowanek klubu HC Dukla Jihlava. W drafcie NHL z 1993 został wybrany przez Edmonton Oilers. Mimo to nadal występował w Czechach w barwach Sparty Praga. Do ligi NHL trafił w 2000 roku, gdy został zawodnikiem Columbus Blue Jackets. Pozostawał nim w latach 2000-2004 i 2005-2008. Łącznie rozegrał siedem sezonów. Z zespołem nie odniósł sukcesów drużynowych. W klubie zapisał się jednak szeregiem rekordów indywidualnych aktualnych do dziś.
Wieloletni zawodnik Sparty Praga. Łącznie rozegrał w stołecznym zespole dwanaście sezonów (trzy ekstralidze czechosłowackiej i dziewięć w ekstralidze czeskiej. W latach 2008-2011 także kapitan drużyny. Od maja 2011 roku gracz BK Mladá Boleslav (podpisał dwuletnią umowę). W lipcu 2011 roku został kapitanem zespołu. Pod koniec kwietnia 2013 roku przedłużył kontrakt z klubem o rok. Ponownie pod koniec kwietnia 2014 roku przedłużył kontrakt z klubem o rok. W marcu 2016 ogłosił zakończenie kariery zawodniczej.

## Kariera reprezentacyjna
Uczestniczył w dwunastu z rzędu kolejnych turniejach mistrzostw świata w 1996, 1997, 1998, 1999, 2000, 2001, 2002, 2003, 2004, 2005, 2006, 2007, Pucharu Świata 2004 oraz zimowych igrzysk olimpijskich 2006. Trzykrotnie był kapitanem reprezentacji na mistrzostwach świata (2005, 2006, 2007). Jest najbardziej utytułowanym czeskim hokeistów na turniejach mistrzostw świata (w dwunastu turniejach zdobył osiem medali, w tym pięć złotych jeden srebrny i dwa brązowe).

## Sukcesy i osiągnięcia

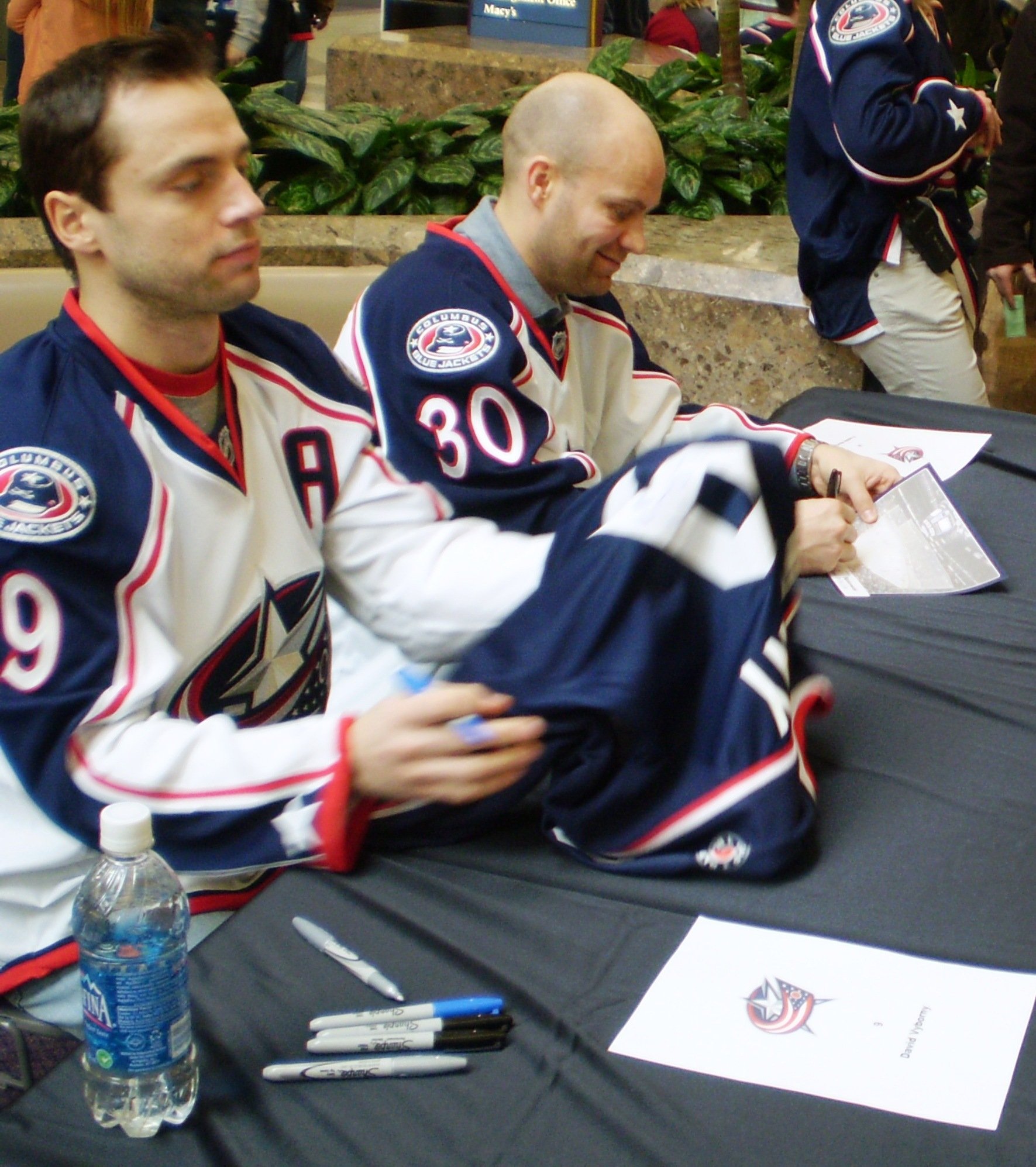
David Výborný (z lewej) w barwach Columbus Blue Jackets (2008). Obok fiński bramkarz Fredrik Norrena

Reprezentacyjne
- Złoty medal mistrzostw Europy juniorów do lat 18: 1992
- Brązowy medal mistrzostw świata juniorów do lat 18: 1993
- Brązowy medal mistrzostw świata juniorów do lat 20: 1993
- Złoty medal mistrzostw świata: 1996, 1999, 2000, 2001, 2005
- Brązowy medal mistrzostw świata: 1997, 1998
- Brązowy medal igrzysk olimpijskich: 2006
- Srebrny medal mistrzostw świata: 2006

Klubowe
- Złoty medal mistrzostw Czechosłowacji: 1993 ze Spartą Praga
- Złoty medal mistrzostw Czech: 2000 ze Spartą Praga
- Brązowy medal mistrzostw Czech: 1996, 1997, 2009 ze Spartą Praga
- Wicemistrzostwo Europejskiej Ligi Hokejowej: 2000 ze Spartą Praga
- Finał Pucharu Spenglera: 2004 ze Spartą Praga
- Mistrzostwo 1. ligi: 2013 z BK Mladá Boleslav

Indywidualne
- Mistrzostwa Europy juniorów do lat 18 w hokeju na lodzie 1992:
  - Trzecie miejsce w klasyfikacji strzelców turnieju: 6 goli
  - Pierwsze miejsce w klasyfikacji asystentów turnieju: 8 asyst
  - Pierwsze miejsce w klasyfikacji kanadyjskiej turnieju: 14 punktów
  - Skład gwiazd turnieju
  - Najlepszy napastnik turnieju turnieju[7]
- Mistrzostwa Europy juniorów do lat 18 w hokeju na lodzie 1993:
  - Drugie miejsce w klasyfikacji strzelców turnieju: 7 goli
  - Trzecie miejsce w klasyfikacji kanadyjskiej turnieju: 12 punktów[8]
- Ekstraliga czechosłowacka 1991/1992:
  - Najlepszy debiutant sezonu
- Ekstraliga czeska 1993/1994:
  - Najbardziej uczciwy zawodnik sezonu
- Mistrzostwa świata juniorów do lat 20 w 1994:
  - Skład gwiazd turnieju
- Ekstraliga czeska 1998/1999:
  - Pierwsze miejsce w klasyfikacji asystentów: 46 asyst
  - Pierwsze miejsce w klasyfikacji kanadyjskiej: 70 punktów
  - Mecz gwiazd
- Ekstraliga czeska 1999/2000:
  - Pierwsze miejsce w klasyfikacji kanadyjskiej w fazie play-off: 11 punktów
  - Mecz gwiazd
- Mistrzostwa Świata w Hokeju na Lodzie 2006/Elita:
  - Skład gwiazd turnieju
  - Jeden z trzech najlepszych zawodników reprezentacji
- Mistrzostwa Świata w Hokeju na Lodzie 2007/Elita:
  - Jeden z trzech najlepszych zawodników reprezentacji

Rekordy
- Reprezentacja Czech:
  - Najbardziej utytułowany reprezentant na mistrzostwach świata: 12 medali, w tym 5 złotych
  - Pierwsze miejsce w klasyfikacji liczby meczów: 218
  - Pierwsze miejsce w klasyfikacji kanadyjskiej: 147 punktów
- Columbus Blue Jackets
  - Rekord w klasyfikacji +/-
  - Największa liczba meczów rozegranych
  - Największa liczba meczów rozegranych bez przerwy
  - Największa liczba wykorzystanych rzutów karnych w sezonie przez pierwszoroczniaka

Wyróżnienia
- Galeria Sławy czeskiego hokeja na lodzie: 2008
- Galeria Sławy IIHF: 2025[9]